# Stobart M-Sport Ford Rally Team
M-Sport World Rally Team, depenent de l'època i el patrocini també conegut per Stobart M-Sport Ford Rally Team o Qatar M-Sport World Rally Team, és una escuderia privada que participa en el Campionat Mundial de Ral·lis des del 2006. Està dirigit per Malcolm Wilson i en moltes ocasions ha servit com a equip satèl·lit o substitut del Ford World Rally Team.

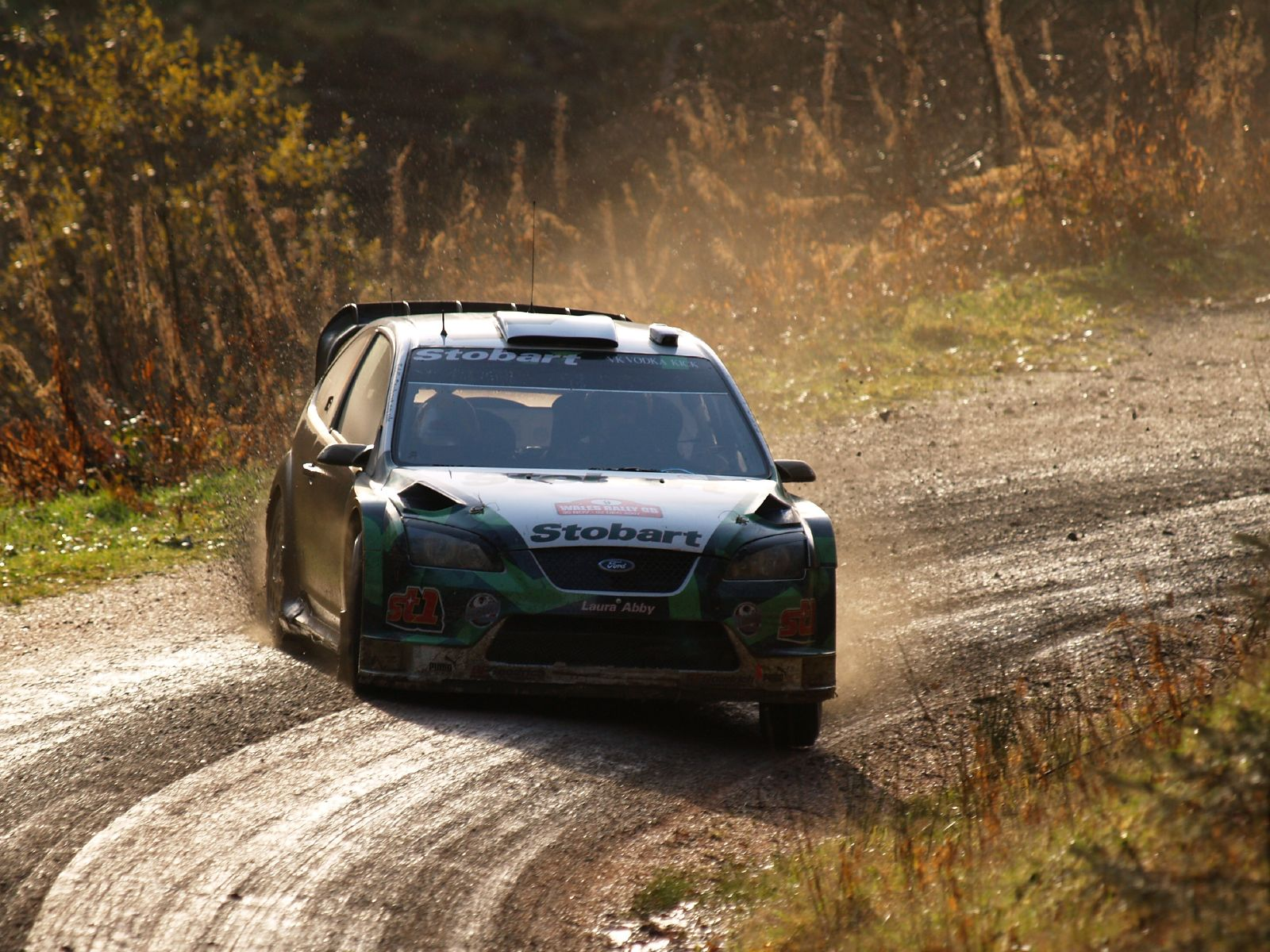
Latvala al Ral·li de Gal·les de 2007.

## Història
Amb Matthew Wilson com a primer pilot, l'escuderia iniciava la seva aventura al WRC l'any 2006. Wilson disputà tot el Campionat, finalitzant en 28a posició. Per altra banda, el segon vehicle de l'equip anà rotan entre els pilots Jari-Matti Latvala, Luis Perez Companc, Juan Pablo Raies i Kosti Katajamaki. El millor resultat fou un cinquè lloc al Ral·li de Turquia de Latvala, el qual finalitzà el campionat en 13a posició com el pilot més ben classificat de l'equip. Aquella temporada l'equip va aconseguir 44 punts pel campionat de marques, superant a altres escuderies més experimentades com Red Bull Skoda, quedant en la cinquena posició.
L'any 2007 l'equip es compongué per Matthew Wilson que quedà 11é del Campionat, Jari-Matti Latvala que quedà 8é del Campionat i Henning Solberg que ocupà la 6a posició del Campionat. Stobart finalitzaria novament en cinquena posició per marques.
Per la campanya 2008 l'equip mantingué Wilson i Solberg, això no obstant, Latvala fitxà per l'equip oficial Ford Motor Company, el Ford World Rally Team, amb el qual fou substituït per Gigi Galli. Wilson finalitzà 10é, Solberg 8é i Galli 9é. Per marques l'equip finalitzà en quarta posició.
La retirada del Ford World Rally Team del Campionat Mundial l'any 2012 converteix a M-Sport en l'equip semioficial de la marca. L'any 2013 els pilots de l'equip són Nasser Al-Attiyah, Mads Østberg i Thierry Neuville, finalitzant aquest últim subcampió mundial.
L'any 2014 s'incorpora per una temporada Mikko Hirvonen, un dels pilots més destacats del campionat mundial.
Cal destacar especialment l'any 2017, quan l'equip contracta al campió mundial Sébastien Ogier, complementant l'equip amb Ott Tänak i Elfyn Evans. El cotxe d'aquella temporada seria el Ford Fiesta WRC. Aquell any l'equip aconseguiria guanyar el Campionat Mundial de pilots amb Ogier, qui guanyà dos ral·lis i aconseguí nou podis. Tänak finalitzà tercer del Mundial amb dos victòries i set podis. Evans finalitzà cinquè del Mundial guanyant un ral·li i dos podis. M-Sport acabaria guanyant també el Campionat Mundial de constructors.
L'any 2018 revalidaria el títol mundial de pilots amb Sébastien Ogier amb quatre victòries. A més a més, 2018 suposarà una major participació de Ford amb l'equip, convertint-se, com ja va passar al 2012, en pràcticament l'equip oficial de la marca, competint sota el nom oficial de M-Sport Ford World Rally Team.
L'any 2022, amb l'arribada dels cotxes híbrids, M-Sport reforça el seu paper com a equip oficial de Ford amb el debut del Ford Puma Rally1, obtenint la victòria en el primer ral·li d'aquesta nova era, de la mà de Sébastien Loeb al Ral·li de Monte-Carlo. No obstant, el balanç general de la temporada acabarà sent força decepcionant amb el pilots Craig Breen, Adrien Formaux i Pierre-Louis Loubet. De fet, a les següents temporades, l'equip sempre estarà per sota dels altres dos constructors del campionat: Toyota i Hyundai.

## Pilots destacats
- Nasser Al-Attiyah
- Elfyn Evans
- Mikko Hirvonen
- Jari-Matti Latvala
- Sébastien Loeb
- Thierry Neuville
- Sébastien Ogier
- Ott Tänak
- Matthew Wilson